# Șoimuș
Șoimuș là một xã thuộc hạt Hunedoara, România. Dân số thời điểm năm 2002 là 3553 người.